# Rain, Luzern
Rain är en ort och kommun i distriktet Hochdorf i kantonen Luzern, Schweiz. Kommunen har 3 129 invånare (2023).